# Waterboro
Waterboro és una població dels Estats Units a l'estat de Maine (EUA). Segons el cens del 2000 tenia 6.214 habitants.

## Demografia
Segons el cens del 2000, Waterboro tenia 6.214 habitants, 2.211 habitatges, i 1.704 famílies. La densitat de població era de 43,2 habitants/km².
Dels 2.211 habitatges en un 43% hi vivien nens de menys de 18 anys, en un 64,3% hi vivien parelles casades, en un 8,6% dones solteres, i en un 22,9% no eren unitats familiars. En el 15,9% dels habitatges hi vivien persones soles el 5,7% de les quals corresponia a persones de 65 anys o més que vivien soles. El nombre mitjà de persones vivint en cada habitatge era de 2,81 i el nombre mitjà de persones que vivien en cada família era de 3,15.
Per edats la població es repartia de la següent manera: un 30,8% tenia menys de 18 anys, un 6,5% entre 18 i 24, un 35,9% entre 25 i 44, un 19,8% de 45 a 60 i un 7% 65 anys o més.
L'edat mediana era de 33 anys. Per cada 100 dones de 18 o més anys hi havia 99,5 homes.
La renda mediana per habitatge era de 43.234 $ i la renda mediana per família de 46.667 $. Els homes tenien una renda mediana de 33.583 $ mentre que les dones 21.904 $. La renda per capita de la població era de 17.813 $. Entorn del 3,4% de les famílies i el 6,1% de la població estaven per davall del llindar de pobresa.